# Vida de San Ildefonso
La Vida de san Ildefonso es un poema castellano de principios del siglo XIV perteneciente al mester de clerecía. 

## Contenido, fuentes, autoría, manuscritos
Se compone de 1.074 versos en 279 estrofas que narran la vida y milagros de San Ildefonso, un obispo de la Toledo del siglo VII. Su fuente es una Vita latina que fue vertida en prosa castellana con el título Istoria de San Alifonso, Arçobispo de Toledo y se ha conservado en dos manuscritos. 
La Vida de san Ildefonso cuenta su nacimiento como único hijo de ancianos progenitores (evoca el nacimiento de María) y su instrucción por parte de San Eugenio y San Isidoro; es hecho arcediano y, pese a la oposición de su padre, ingresa en un monasterio del que será nombrado abad. Elegido arzobispo, compone un Tratado sobre la virginidad de María. Santa Leocadia lo alaba y la Virgen le obsequia una casulla; tras su muerte, al vestirla su sucesor, muere castigado por María. A este episodio se refieren también Gonzalo de Berceo en uno de los Milagros de Nuestra Señora, Alfonso X en una de sus Cantigas de Santa María y un himno latino de la iglesia toledana.  Además, sobre la biografía de San Ildefonso escribieron también el Cerratense, y una Vida atribuida al arcipreste de Talavera. 
En la métrica, no estricta encontramos que la cuaderna vía se mezcla con otras formas, así habría 279 tetrástrofos monorrimos, junto a coplas de arte menor de dos a cinco versos y de siete, ocho o más sílabas.
El libro habría sido escrito entre 1303 y 1309 por un clérigo que fue beneficiado de Úbeda y compuso otro poema, Vida de la Magdalena, desaparecido en la actualidad. Según Walsh, este personaje pudo muy bien ser un tal García Pedro que fue obispo de Jaén en 1301. 
El motivo de este poema habría sido enfervorizar a los toledanos poco después de que el Concilio de Peñafiel, abierto el 1 de abril de 1302, instaurara en todo el Arzobispado de Toledo un rito especial para celebrear la fiesta de San Ildefonso. Carlos Alvar piensa, por el contrario, que debió escribirse entre 1325 y  1349 y seguramente en 1333. La Vida de San Ildefonso fue transmitida en un manuscrito del siglo XV, en la actualidad en el Museo Lázaro Galdiano, del que se posee además una copia del siglo XVIII; por otra parte, hubo un manuscrito del siglo XIV que fue copiado en el siglo XVIII por el ilustrado padre benedictino Martín Sarmiento, por el poeta Vicente García de la Huerta y por los eruditos decimonónicos Tomás Antonio Sánchez y Florencio Janer.

## Fuente
- Felipe B. Pedraza y Milagros Rodríguez, Manual de literatura española I. Tafalla: Ediciones Cenlit, 1981.

- Datos: Q6161651